# Yasuhito Morishima
Yasuhito Morishima (født 18. september 1987) er en japansk fodboldspiller.
Han har spillet for flere forskellige klubber i sin karriere, herunder Cerezo Osaka, Oita Trinita, Kawasaki Frontale og Júbilo Iwata.